# Боровые (Львовская область)
Боровые (укр. Борові) — село в Жолковской городской общине Львовского района Львовской области Украины.
Население по переписи 2001 года составляло 139 человек. Занимает площадь 6,900 км². Почтовый индекс — 80344.